# Европейски път Е76
Европейски път E76 е част от европейската пътна мрежа. Той започва в Милярино и завършва във Флоренция. Пътят е с дължина 88 км и преминава през градовете Пиза - Лука - Пистоя - Прато - Флоренция